# Demet Akalın/Diskografie
Diese Diskografie ist eine Übersicht über die musikalischen Werke der türkischen Pop-Sängerin Demet Akalın. Sie verkaufte bisher mehr als 960.000 Tonträger allein in der Türkei. Die genauen Verkaufszahlen sind jedoch nicht bekannt, da die Alben und Singles von Akalın auch außerhalb der Türkei angeboten werden. Den kommerziellen Durchbruch erlangte Akalın im Jahr 2006 mit ihrem 4. Studioalbum Kusursuz 19, mit über 150.000 verkaufte Einheiten, ihre bis heute erfolgreichste Veröffentlichung.

## Alben

### Studioalben
- 1996: Sebebim (Elenor Plak; Verkäufe: + 110.000)
- 2003: Unuttum (Peker Müzik; Verkäufe: + 79.000)
- 2004: Banane (Seyhan Müzik; Verkäufe: + 40.000)[1]
- 2006: Kusursuz 19 (Seyhan Müzik; Verkäufe: + 147.000;[2] TR: Gold)
- 2008: Dans Et (Seyhan Müzik; Verkäufe: + 128.000;[3] TR: Gold)
- 2010: Zirve (Seyhan Müzik; Verkäufe: + 83.000)[4]
- 2012: Giderli 16 (Seyhan Müzik; Verkäufe: + 69.993)[5]
- 2014: Rekor (Seyhan Müzik; Verkäufe: + 89.971)[6]
- 2015: Pırlanta (Doğan Music Company; Verkäufe: + 105.000;[7] TR: Gold)
- 2016: Rakipsiz (Doğan Music Company; Verkäufe: + 70.000)[8]
- 2019: Ateş (Doğan Music Company; Verkäufe: + 50.000)

### Gemeinschaftsalben
- 2011: Yanan Ateşi Söndürdük (Seyhan Müzik; mit Fettah Can)

### EPs
- 2000: Yalan Sevdan (Elenor Plak)
- 2011: Aşk (Seyhan Müzik; Verkäufe: + 40.000)[9]
- 2024: D-Pop

## Singles

### Als Leadmusikerin
| Jahr | Titel Album   | Höchstplatzierung, Gesamtwochen, AuszeichnungChartplatzierungen (Jahr, Titel, Album, Platzierungen, Wochen, Auszeichnungen, Anmerkungen) | Höchstplatzierung, Gesamtwochen, AuszeichnungChartplatzierungen (Jahr, Titel, Album, Platzierungen, Wochen, Auszeichnungen, Anmerkungen) | Höchstplatzierung, Gesamtwochen, AuszeichnungChartplatzierungen (Jahr, Titel, Album, Platzierungen, Wochen, Auszeichnungen, Anmerkungen) | Anmerkungen                         |
| Jahr | Titel Album   | DE | AT | CH | Anmerkungen                         |
| ---- | ------------- | --- | --- | --- | ----------------------------------- |
| 2025 | Yerinde Dur – | DE7 (… Wo.)DE | AT18 (… Wo.)AT | CH81 (… Wo.)CH | Erstveröffentlichung: 27. Juni 2025 |

- 2006: Afedersin (Kusursuz 19; Hintergrundstimme: Ersay Üner)
- 2006: Herkes Hak Ettiği Gibi Yaşıyor (Kusursuz 19)
- 2007: Tatil (Tatil; Albumsingle)
- 2008: Mucize (Dans Et)
- 2008: Bebek (Dans Et)
- 2008: Selam Söyle (Dans Et)
- 2009: Toz Pembe (Toz Pembe; Albumsingle)
- 2010: Tecrübe (Zirve)
- 2010: Evli, Mutlu, Çocuklu (Zirve)
- 2010: Çanta (Zirve; Hintergrundstimme: Tan Taşçı)
- 2010: Bozuyorum Yeminimi (Zirve)
- 2011: Olacak Olacak (Zirve)
- 2011: Aşk (Aşk; Cameoauftritt von Yusuf Çim)
- 2011: Sabıka (Aşk; Cameoauftritt von Yusuf Çim)
- 2014: İlahi Adalet (Rekor)
- 2015: Ders Olsun (Pırlanta)
- 2016: Hayalet (Rakipsiz; Hintergrundstimme: Gülşen)
- 2017: Ah Ulan Sevda (Rakipsiz)
- 2017: Nazar (Rakipsiz)
- 2018: Canıma da Değsin (Canıma da Değsin; Albumsingle)

Weitere Singles
| - 1996: Sebebim - 1996: Asla Affedilmez - 1996: Sakın Vazgeçme - 2000: Senin Anan Güzel mi? - 2003: Unuttum - 2003: Gazete - 2004: Allahından Bul - 2004: Bittim - 2005: Aşkın Açamadığı Kapı - 2005: Banane - 2005: Vuracak - 2005: Bir Anda Sevmiştim - 2005: Tamamdır - 2005: Pembe Dizi - 2006: Adam Gibi - 2006: Mantık Evliliği - 2007: Alçak - 2007: Seven Kızın Romanı - 2008: Gururum - 2009: Dans Et - 2011: Umutsuz Vaka (feat. Fatman Scoop) - 2011: Deliyim - 2011: Bende Özledim - 2012: Yılan (feat. Ersay Üner) - 2012: Türkan (Hintergrundstimme: Gökhan Tepe) - 2013: Yıkıl Karşımdan (feat. Gökhan Özen) - 2013: Kalbindeki İmza - 2013: Giderli Şarkilar - 2013: Sepet - 2013: Felaket | - 2013: Nasip Değilmiş (feat. Özcan Deniz) - 2014: Rekor - 2014: Koltuk - 2014: Nefsi Müdafaa (feat. Gökhan Özen) - 2015: Yeminim Var - 2015: Gölge - 2015: Çalkala (feat. Burak Yeter) - 2015: Beş Yıl (feat. Berkay) - 2016: Pırlanta - 2016: Şerefime Namusuma - 2017: Damga Damga - 2018: Bu Defa Son - 2019: N’apıyorsan Yap - 2019: Ağlar O Deli - 2019: Esiyor - 2019: Yekten (feat. Haktan) - 2020: Nostalji - 2020: Kahır - 2021: Bi Daha Bi Daha - 2022: Çukur - 2023: Gidecek Bir Gün - 2023: Bana Yolla - 2024: Karıştırıcam O Uykularını - 2024: Ya Ya - 2024: Aferin Bana - 2024: Büyük Oyun (feat. Ersay Üner) - 2024: Yerine Sevemem (feat. Galip Öztürk) - 2025: Affetmedim Kendimi - 2025: Ben Sana Hayran (Toycular) (mit Cem Bergamalı) |

### Als Gastmusikerin
| Jahr | Titel Album                                                   | Anmerkungen                                                                                 |
| ---- | ------------------------------------------------------------- | ------------------------------------------------------------------------------------------- |
| 2009 | Sevgililer Günü Soundtrack                                    | Erstveröffentlichung: 3. Februar 2009 Emirkan feat. Demet Akalın                            |
| 2010 | Taksi Taş Yürek                                               | Erstveröffentlichung: 14. Juli 2010 Tan Taşçı feat. Demet Akalın                            |
| 2011 | Melekler İmza Topluyor Albumsingle                            | Erstveröffentlichung: 18. November 2011 Alişan feat. Demet Akalın                           |
| 2012 | Rota Proje                                                    | Erstveröffentlichung: 12. März 2012 Erdem Kınay feat. Demet Akalın                          |
| 2012 | Emanet Proje                                                  | Erstveröffentlichung: 12. März 2012 Erdem Kınay feat. Demet Akalın                          |
| 2012 | Farkında mısın? Orhan Gencebay ile Bir Ömür                   | Erstveröffentlichung: 17. September 2012                                                    |
| 2012 | Batsın Bu Dünya Orhan Gencebay ile Bir Ömür                   | Erstveröffentlichung: 17. September 2012 (als Teil des Chors)                               |
| 2013 | Yalnız Ordusu Proje 2                                         | Erstveröffentlichung: 31. Oktober 2013 Erdem Kınay feat. Demet Akalın                       |
| 2015 | İntikam Toz Duman                                             | Erstveröffentlichung: 12. Juni 2015 Emrah Karaduman feat. Demet Akalın                      |
| 2015 | Vazgeçilmezim Ayıp Yani                                       | Erstveröffentlichung: 12. Juni 2015 Sinan Akçıl feat. Demet Akalın                          |
| 2017 | Kulüp 130 Bpm Forte                                           | Erstveröffentlichung: 21. Juni 2017 Ozan Doğulu feat. Demet Akalın                          |
| 2017 | İşte Gidiyorum Çeşm-i Siyahım Mahzuniʼye Saygı                | Erstveröffentlichung: 19. Dezember 2017 Ahmet Aslan feat. Demet Akalın                      |
| 2018 | Oh Olsun Albumsingle                                          | Erstveröffentlichung: 23. März 2018 Ömer Topçu feat. Demet Akaln                            |
| 2018 | Aşk Laftan Anlamaz Ki Yıldız Tilbeʼnin Yıldızlı Şarkıları     | Erstveröffentlichung: 20. Mai 2018                                                          |
| 2018 | Ses Kes BombarDuman                                           | Erstveröffentlichung: 17. September 2018 Emrah Karaduman feat. Demet Akalın                 |
| 2018 | Hatıram Olsun Ahmet Selçuk İlkan Unutulmayan Şarkılar, Vol. 4 | Erstveröffentlichung: 20. Dezember 2018                                                     |
| 2020 | Alâ Albumsingle                                               | Erstveröffentlichung: 24. Februar 2020 Işın Karaca, Deniz Seki, Cansu Kurtçu & Demet Akalın |
| 2022 | Yalan Piyanist 2                                              | Erstveröffentlichung: 21. Januar 2022 Sinan Akçıl feat. Demet Akalın                        |
| 2022 | Bensiz Olsun Serdar Ortaç Şarkıları                           | Erstveröffentlichung: 22. April 2022                                                        |
| 2024 | Cennet Bülent Özdemir Şarkıları                               | Erstveröffentlichung: 14. Februar 2024                                                      |
| 2025 | Yalan Mı Hakkı Yalçın Şarkıları, Vol. 1                       | Erstveröffentlichung: 23. April 2025                                                        |

Gastauftritte
- 1991: Hüzünler Kaldı Bende (von Hakan Peker – im Musikvideo)
- 2004: Kal Benim İçin (von İbrahim Tatlıses – im Musikvideo)
- 2015: Hayat İki Bilet (von Deniz Seki – im Musikvideo)
- 2019: Demet Akalın (von Ben Fero – im Musikvideo)
- 2021: Hadi Bakalım (von Faruk K – Hintergrundstimme)

## Statistik

### Chartauswertung
|                       | DE    | AT    | CH    |
| --------------------- | ----- | ----- | ----- |
| Nummer-eins-Singles   | DE—DE | AT—AT | CH—CH |
| Top-10-Singles        | DE1DE | AT—AT | CH—CH |
| Singles in den Charts | DE1DE | AT1AT | CH1CH |

### Auszeichnungen für Musikverkäufe
| Land/RegionAuszeichnungen für Musikverkäufe (Land/Region, Auszeichnungen, Verkäufe, Quellen) | Gold     | Platin | Verkäufe | Quellen        |
| -------------------------------------------------------------------------------------------- | -------- | ------ | -------- | -------------- |
| Türkei (Mü-YAP)                                                                              | 3× Gold3 | —      | 300.000  | mu-yap.org TR2 |
| Insgesamt                                                                                    | 3× Gold3 | —      |          |                |